# Dô nách khoang cổ
Dô nách khoang cổ, tên khoa học Glareola pratincola, là một loài chim trong họ Glareolidae.

## Hình ảnh
- Glareola pratincola

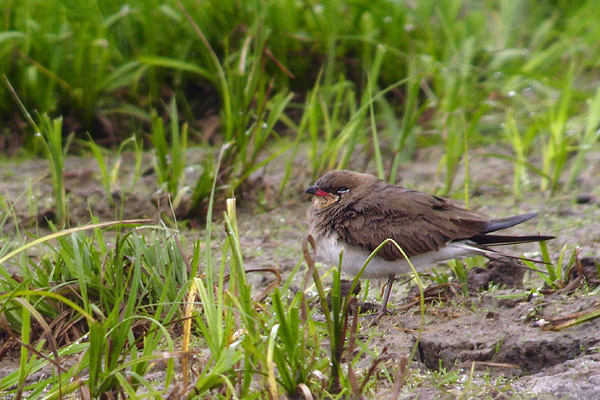
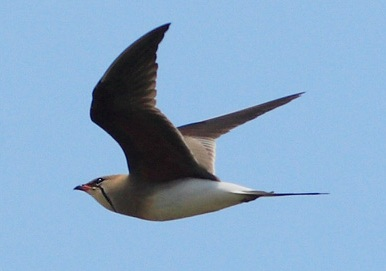
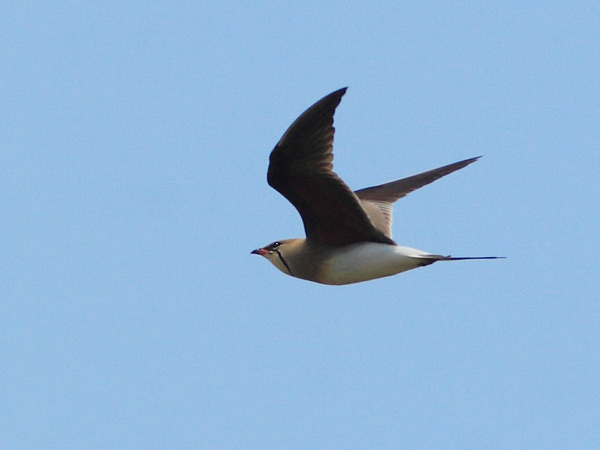
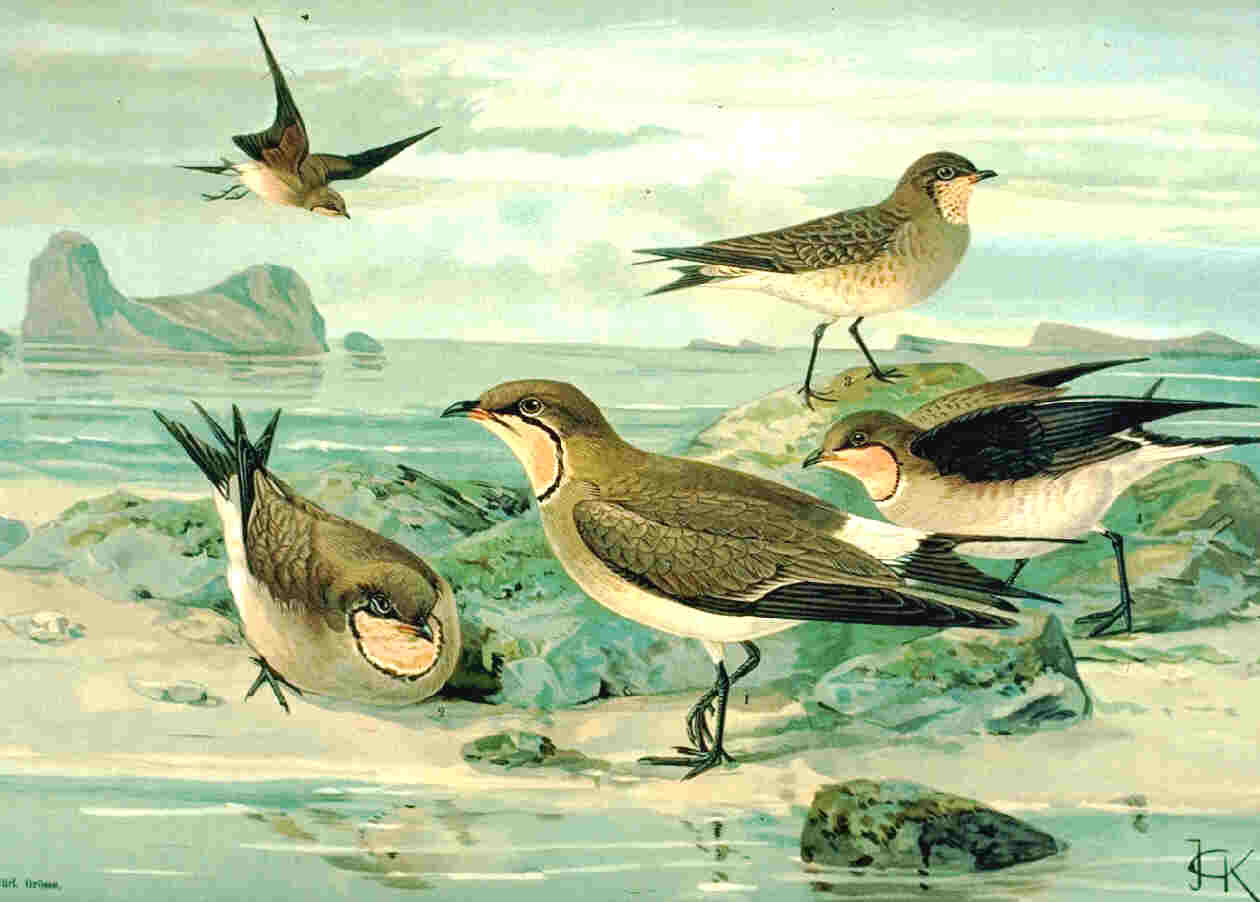
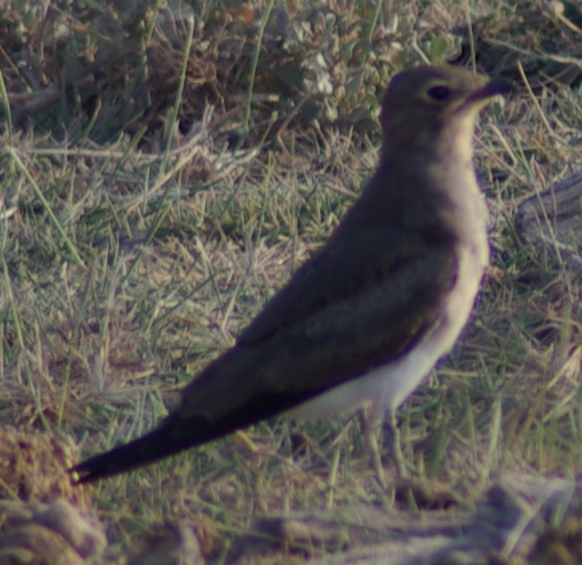
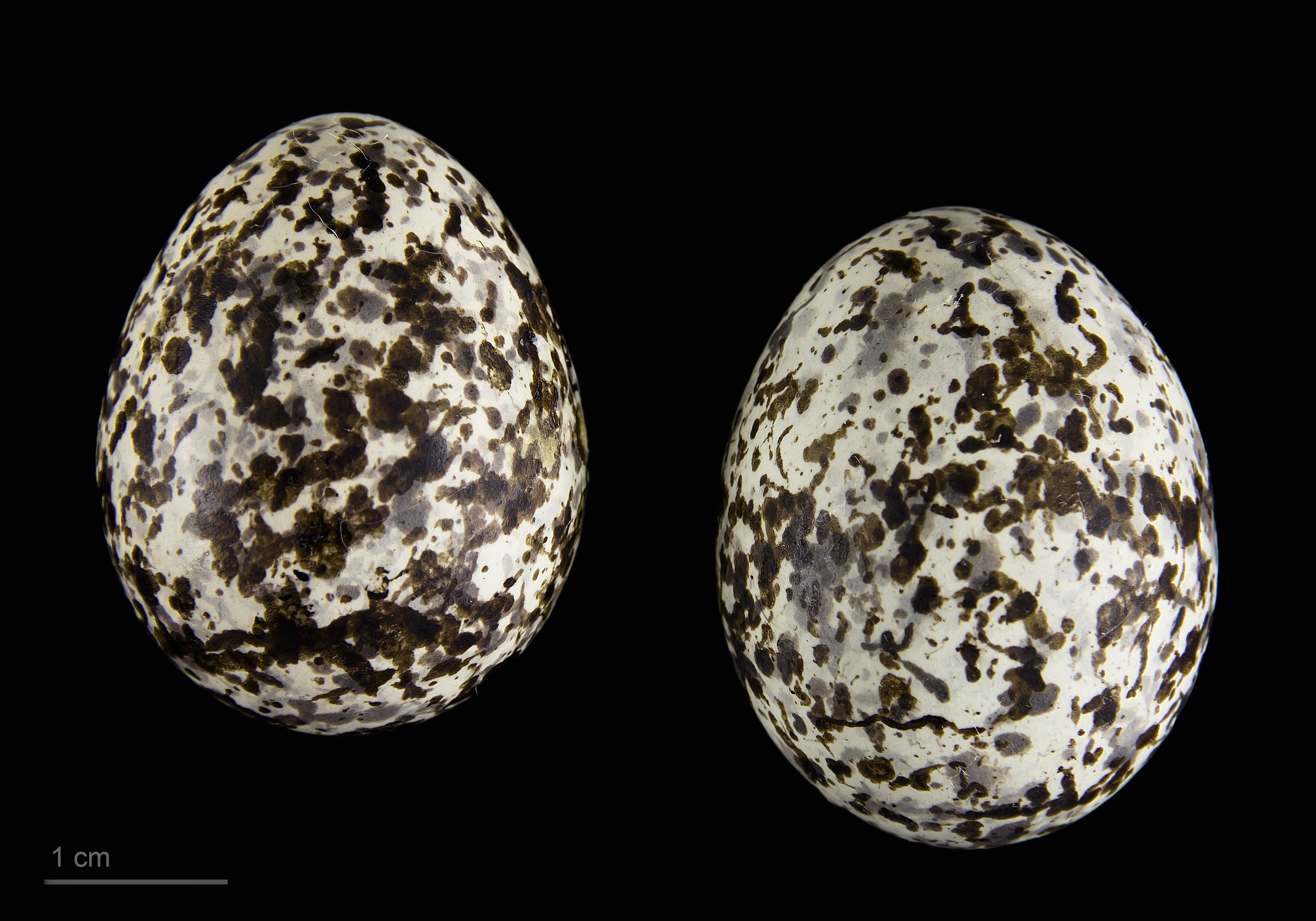
Museum specimen